# Михайлов, Павел Николаевич
Павел Николаевич Михайлов (1786—1840) — художник (живописец, миниатюрист, рисовальщик, портретист, пейзажист), академик Императорской Академии художеств.

## Биография
Воспитанник Императорской Академии художеств (1795—1806). Ученик С. С. Щукина. Получил медали Академии художеств: малая серебряная (1804), большая серебряная (1805), малая золотая медаль (1806) за программу «Представить художников, рисующих виды и разговаривающих между собой о своем художестве». Окончил Академию с аттестатом 1 степени со шпагой (1806).
Присвоено звание академика по живописи портретной миниатюрной (1807).
В 1819—1821 годах участвовал в качестве художника в Первой русской антарктической экспедиции Ф. Ф. Беллинсгаузена и М. П. Лазарева, открывшей шестой континент — Антарктиду.
В 1826—1829 годах принял участие- в экспедиции М. Н. Станюковича и Ф. П. Литке, направленной для исследования побережья Берингова моря и центральной части Тихого океана.
Художник фиксировал в своем рабочем альбоме вновь открытые острова, виды городов и поселений, исполнял портретные зарисовки аборигенов, тщательно изображал образцы экзотической флоры и фауны. Акварелям и рисункам Михайлова, среди которых много набросков, присуща большая точность и достоверность. Он добросовестно следовал инструкциям, полученным как от Морского ведомства, так и от Академии художеств, требовавших, «чтобы все представляемое <…> было верным изображением видимого». На многих рисунках сохранились авторские надписи, часто с указанием точной даты и географических координат, что позволяет не только «выстроить» эти рисунки согласно маршруту путешествий, но служит документальным доказательством приоритета российских исследователей в открытии Антарктиды.
В честь П. Н. Михайлова названы:
- купол в Антарктиде (66°48′ ю.ш., 85°28′ в.д., купол открыт и нанесён на карту в 1957 году)[3].
- мыс в Антарктиде (остров Петра I, 68°51′ ю.ш., 90°27′ з.д., название мысу присвоено в 1929 году норвежской экспедицией на судне «Норвегия»)[3];
- мыс в Антарктиде (66°52′ ю.ш., 118°25′ в.д., открыт и нанесён на карту в 1956 году)[3];
- мыс в Антарктиде (Южные Сандвичевы острова, 56°44′ ю.ш., 27°13′ з.д.)[3];
- остров Михайлова [Тувана-Ира] (море Фиджи, 21°02′ ю.ш., 178°45′ з.д., открыт в 1820 г. экспедицией Беллинсгаузена—Лазарева, тогда же было присвоено название острову)[3].

## Галерея

Работы П. Н. Михайлова
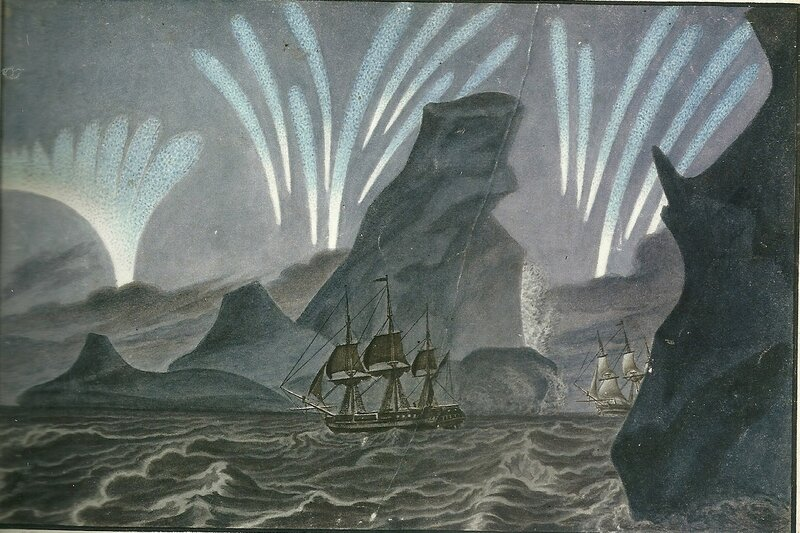
Южное сияние
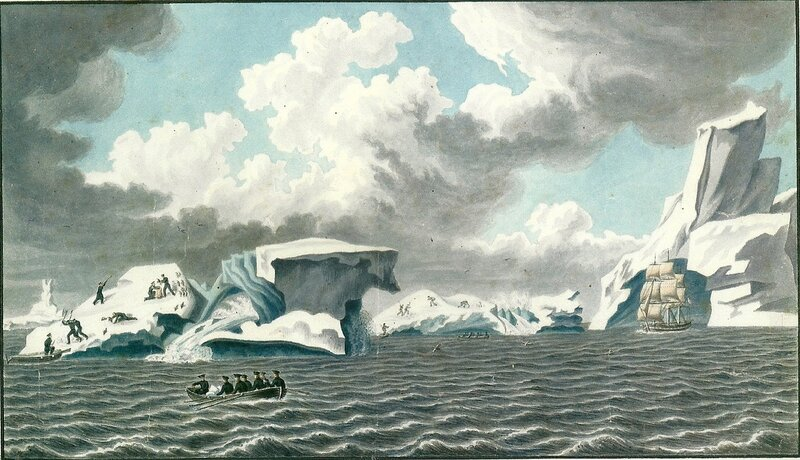
Вид ледяных островов
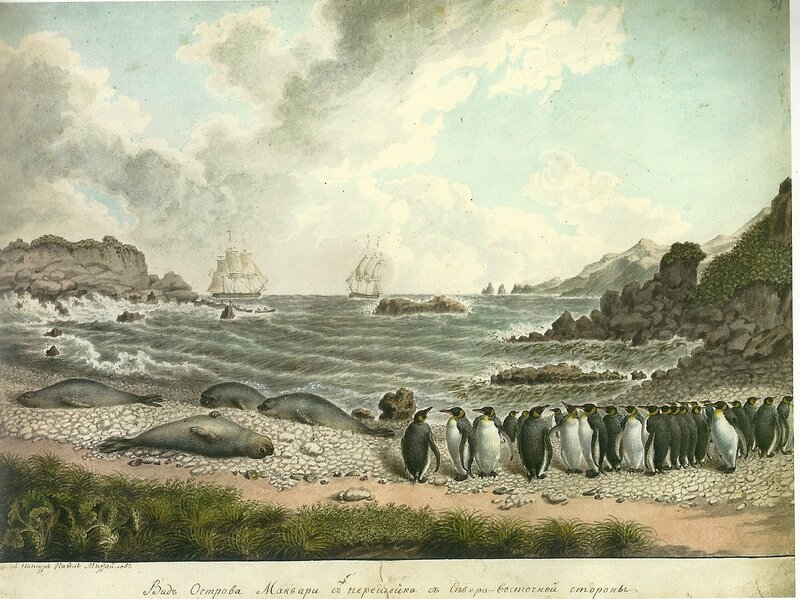
Вид острова Маквари
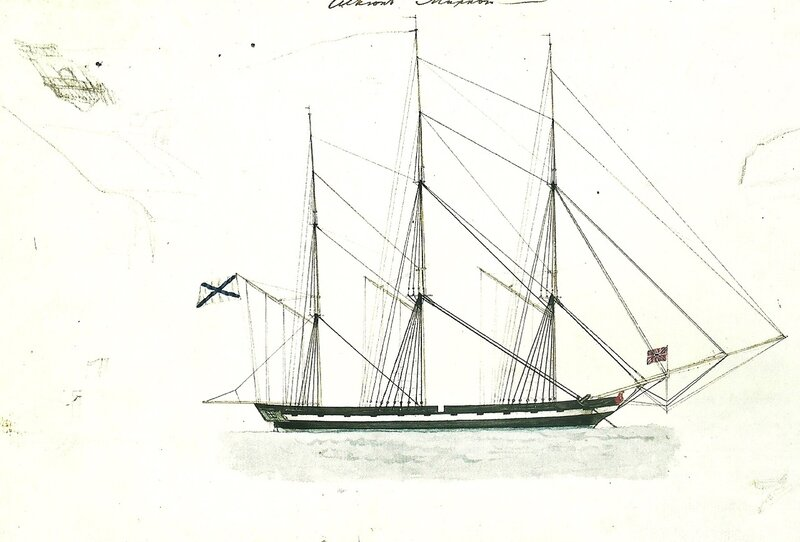
Шлюп Мирный
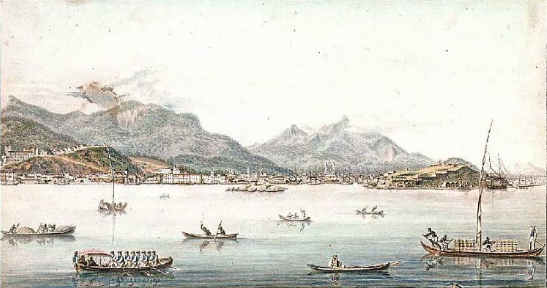
Вид города Сан-Себастьян
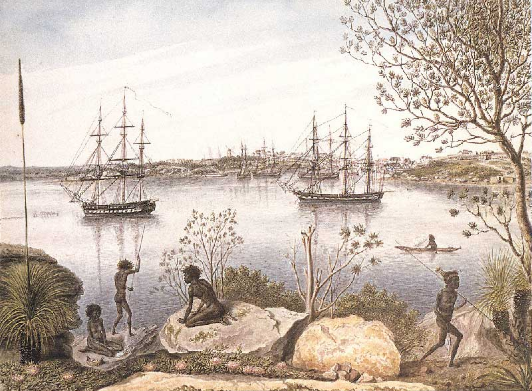
Вид города Сиднея
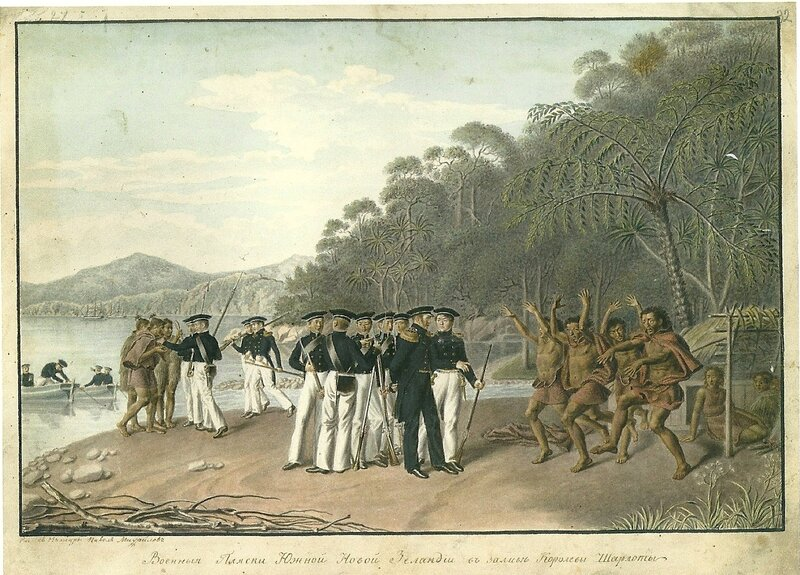
Военные пляски Южной Новой Зеландии
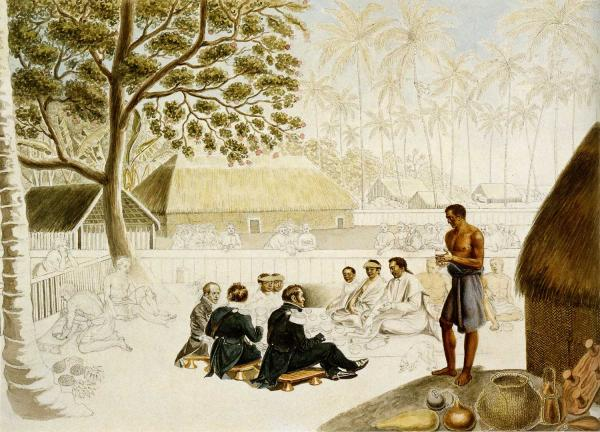
Завтрак у Оттаитского короля

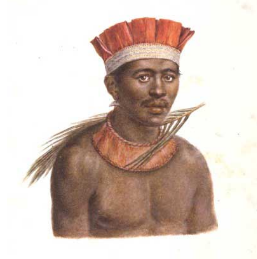
Жители острова Великого Князя Александра Николаевича
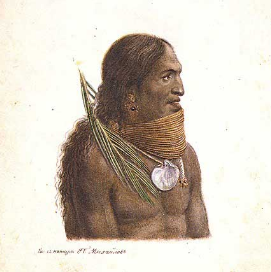
Жители острова Великого Князя Александра Николаевича
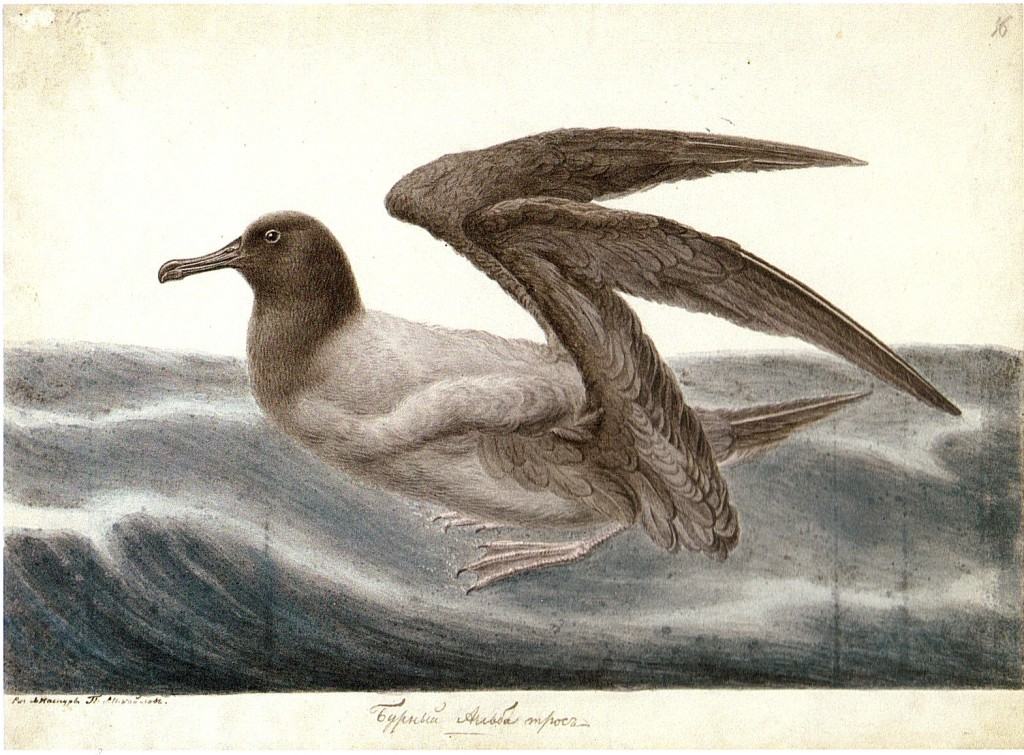
Буревестник (бурый альбатрос)
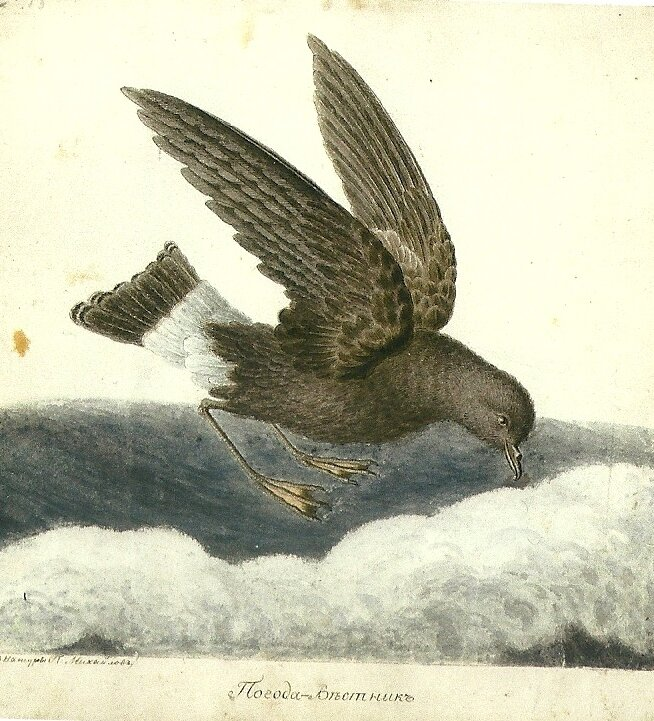
Погодовестник
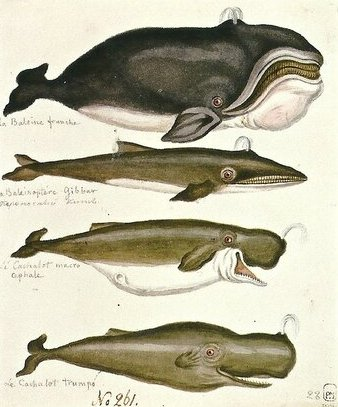
Киты и кашалоты
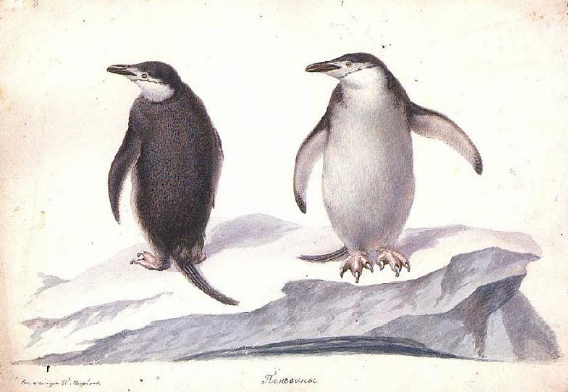
Пингвины
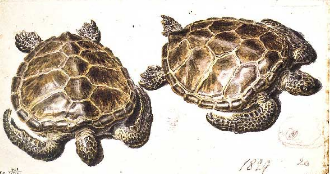
Черепаха
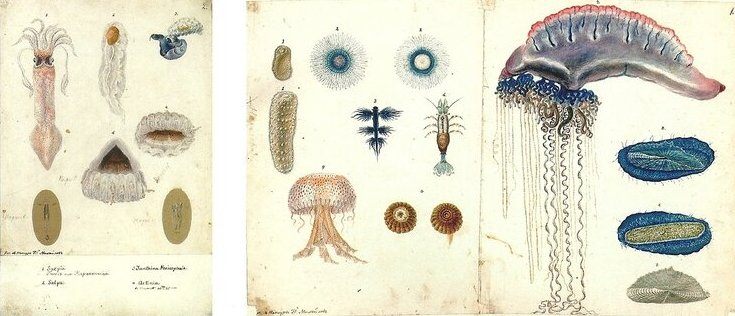
Морские беспозвоночные